# Thomas Barlow
Thomas Barlow (1845 - 1945) va ser un metge anglès.
Fill d'un empresari del cotó de Lancashire, va estudiar a Manchester i Londres. Es va graduar en medicina el 1873 i després de doctorar-se el 1874 va entrar a fer feina en el Great Ormond Street Hospital. Entre 1895 i 1907 va ser professor a la University College London.
Va ser metge de la reina Victòria, a qui va atendre quan va morir, d'Eduard VIII i de Jordi V.
Va descriure el que es denomina com malaltia de Barlow, un tipus d'escorbut infantil que afecta els infants alimentats artificialment.